# Jorge Moreira
Jorge Luis Moreira Ferreira (Villarica, 1990. február 1. –) paraguayi labdarúgó, a Libertad hátvédje.